# كواليتسيا أس في
كواليتسيا أس في هو مدفع الهوتزر ذاتي الحركة وهو مشروع روسي لمدفع هوتزر أوتوماتيكي التلقيم عيار 152 ملم، الذي تم تصميمه بناءً على سابقه هوتزر مستا , واتخذ مؤخرا قرار بانتقال الهوتز ذاتي الحركة «كواليتسيا» إلى قاعدة «أرماتا» المجنزرة.

## تصميم
ومن المتوقع أن يكون على مستوى عال جدا من التشغيل الآلي من شأنها أن تقلل بشكل كبير من عمل الطاقم.

## المواصفات

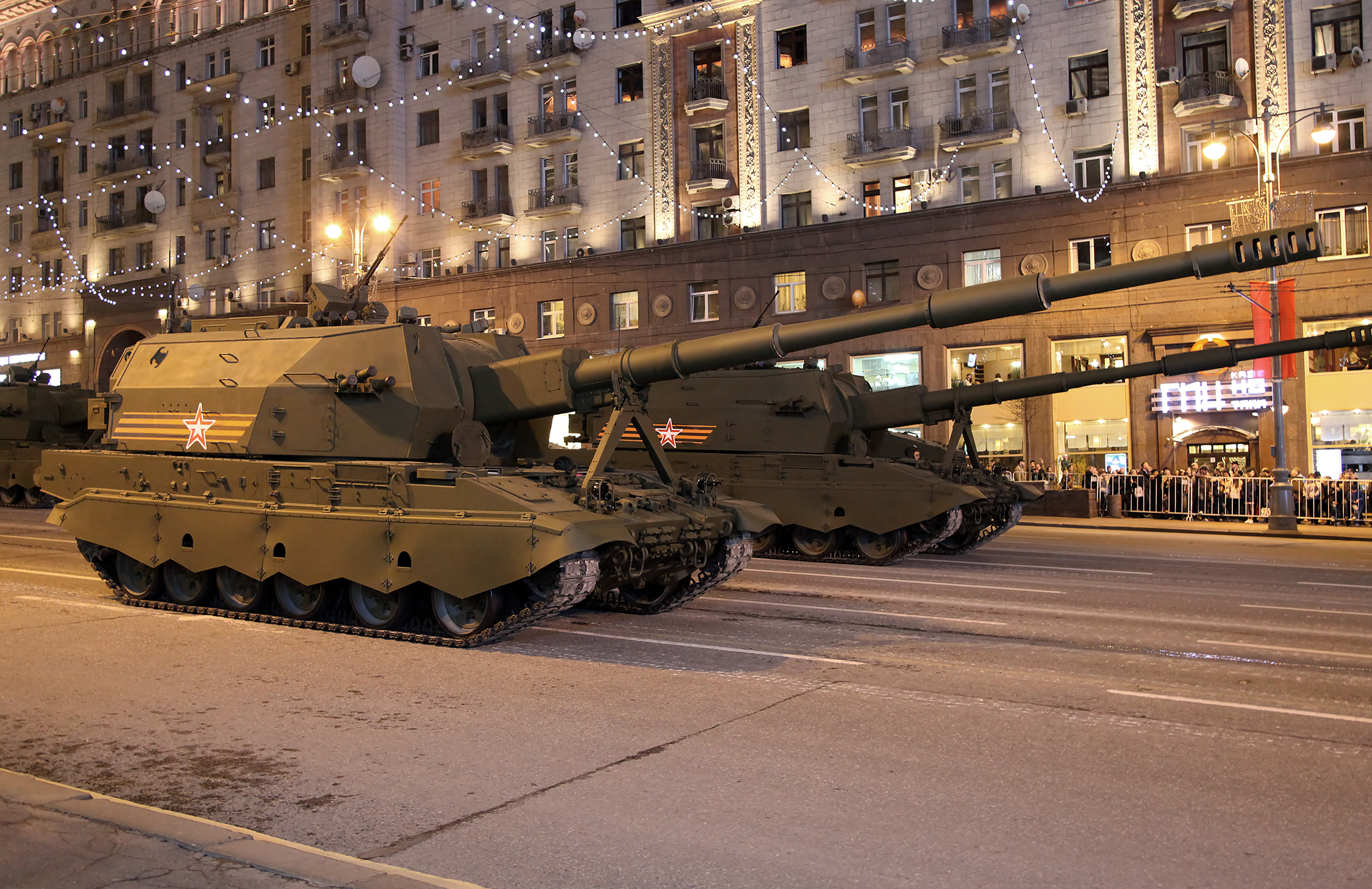
مدفع ذاتي، كواليتسيا أس في

وزن المدفع 55 طنا، العيار 152 ملم. طول الماسورة 5.2 متر، كمية الذخائر 70 ذخيرة، بنظام تلقيم أوتوماتيكي، وسرعة إطلاق النار 10 طلقات في الدقيقة، ومدى إطلاق النار 40 كلم (70 كلم للمدفع بماسورة واحدة)، الطاقم 3 أفراد.

## التحرك
يسير المدفع بسرعة 60 كلم في الساعة في الطرق المعبدة، وذكرت تقارير في البداية أن كواليتسيا أس في تستند على ارماتا، وهو في حالة تي-14 ارماتا سبعة عجلات مجنزرة.ومع ذلك، لم تحتوي كواليتسيا أس في على قاعدة ارماتا خلال الاحتفال بيوم النصر 2015 في موسكو بل على منصة ستة عجلات التي يبدو أنها مشتقة من هيكل التي-90

## معرض صور

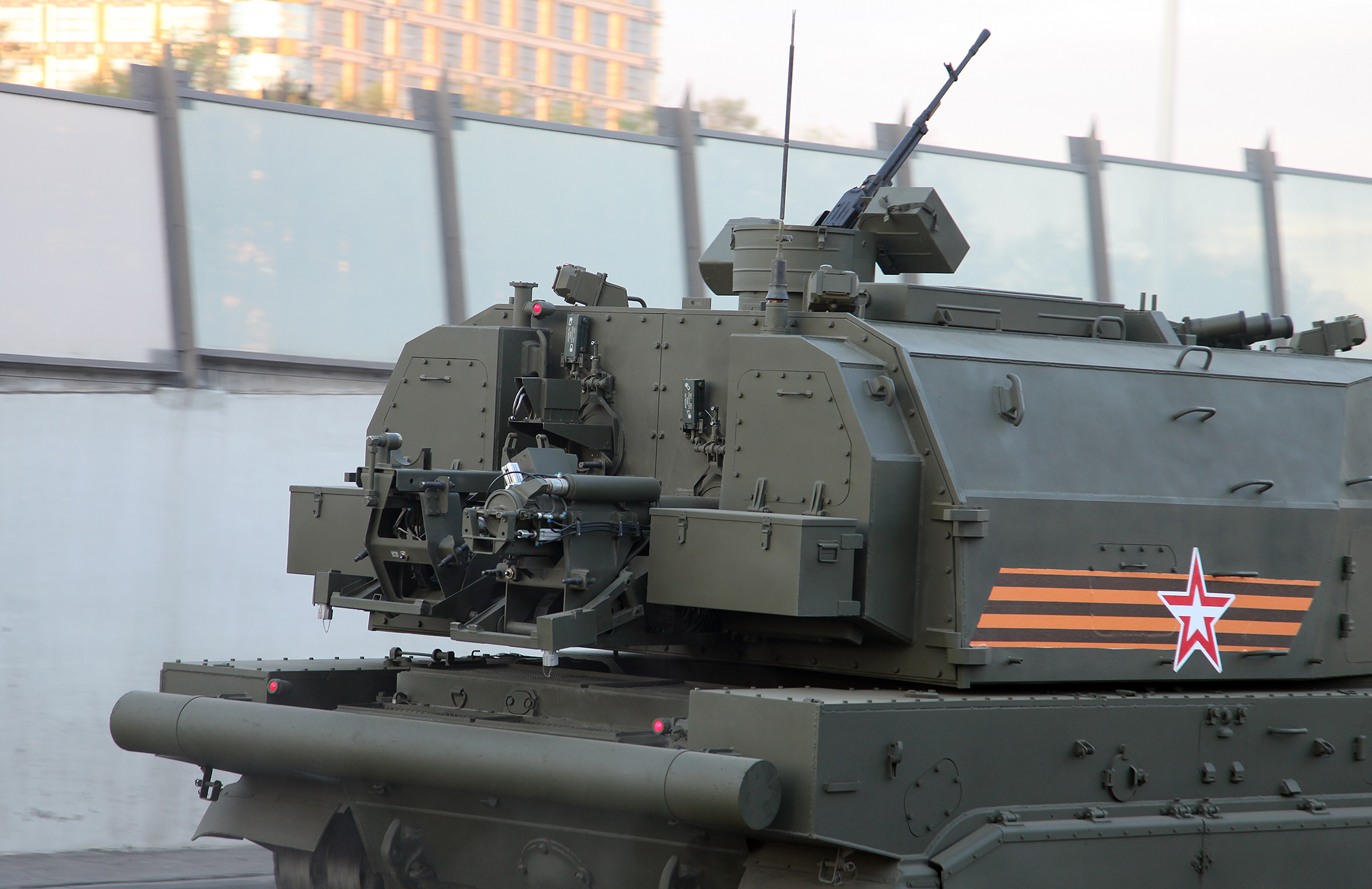
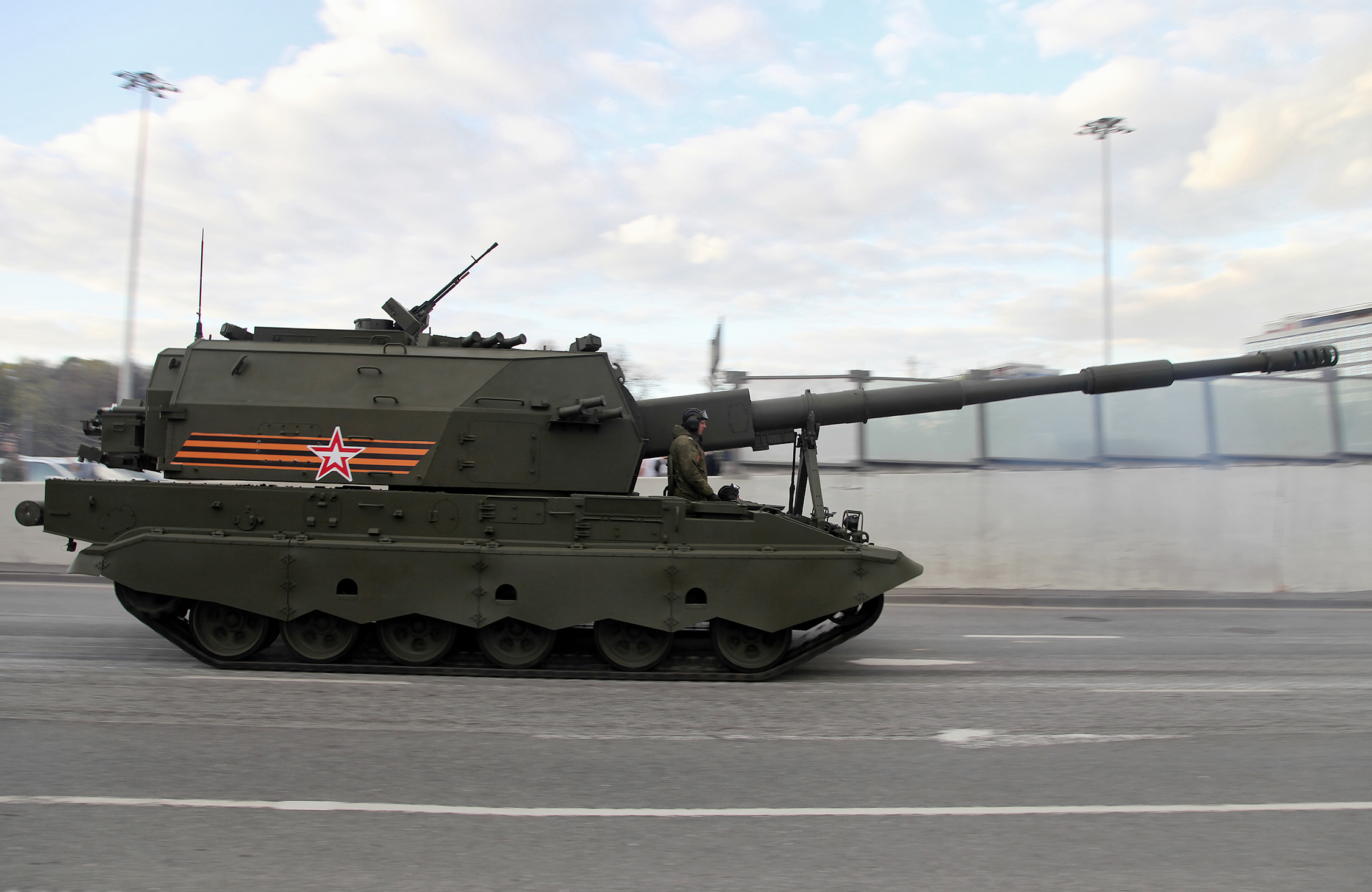
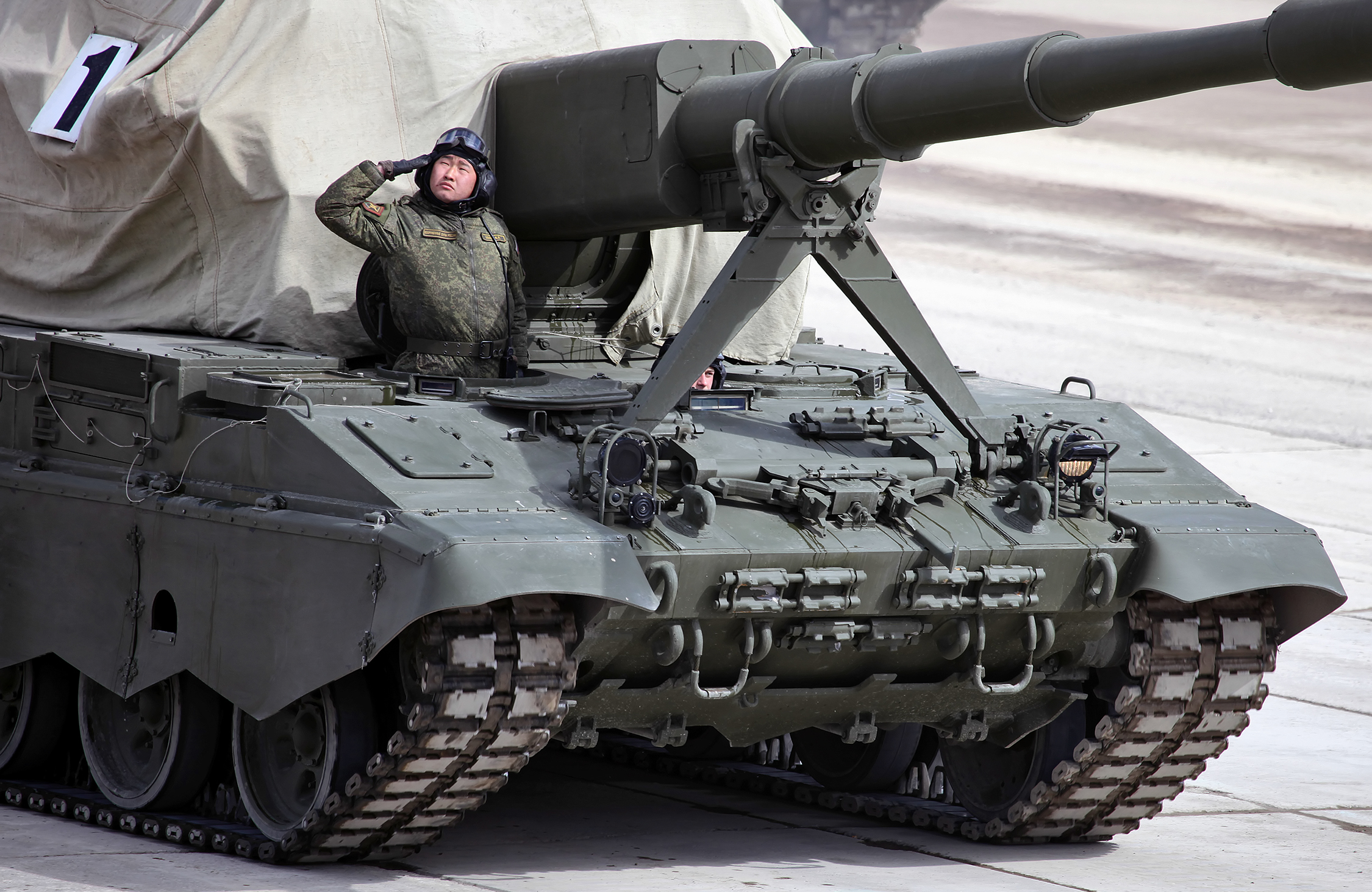